# Джіктен Сумґон

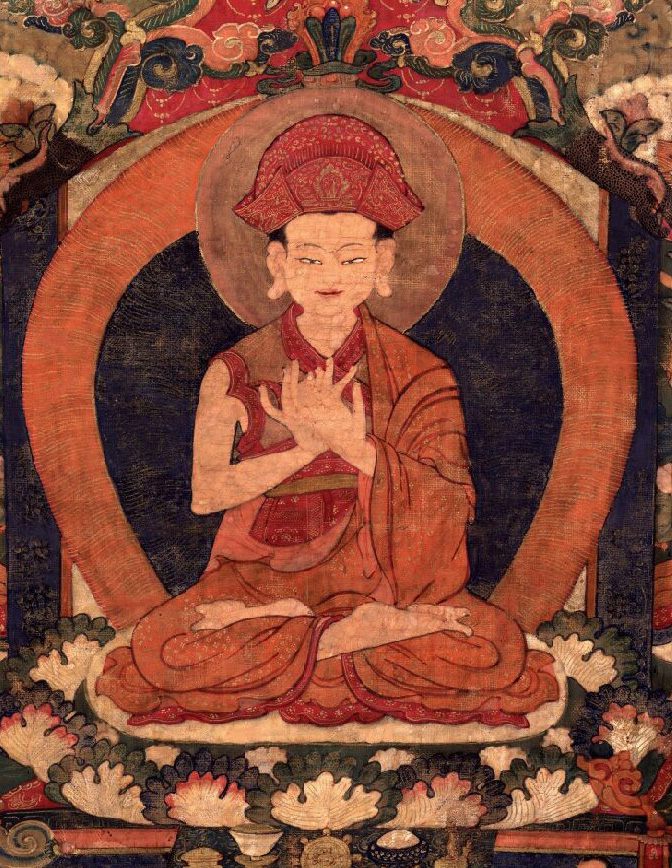
Джіктен Сумґон

 Джіктен Сумґон (1143—1217) — засновник лінії Дрікунґ Каґ'ю та головний учень Пхаґмо Друґпи. Він відомий під різними іменами: Дрікунґ Кйобпа Джіктен Ґонпо Рінпоче, Дрікунґ Кйобпа Джіктен Ґонпо Рінпоче Пал, Лорд Джіктен Сумґон, Кйобпа Рінпоче.
Його прабабуся, Ачі Чок'ї Дролма, передбачила його народження та дала обітницю захищати вчення Дгарми та відданих практикантів від різних перешкод на їх шляху. Його батько Налджорпа Дорже, а його мамою була Рак'яса Цунма.
У 1179 році він заснував монастир Дрікунґ — основну резиденцію лінії Дрікунґ.
Джіктен Ґонпо та його лінія відома завдяки вченнями П'ятищаблевої Магамудри (Вайлі: phyag chen lnga ldan). Основні вчення Джіктена Сумґона були записані у творах «Єдиний Намір» (Вайлі: dgongs gcig) та «Сутність Вчень Магаяни» (Вайлі: theg chen bstan pa'i snying po).